# Energie-Distributiebedrijf Oost- en Noord-Nederland

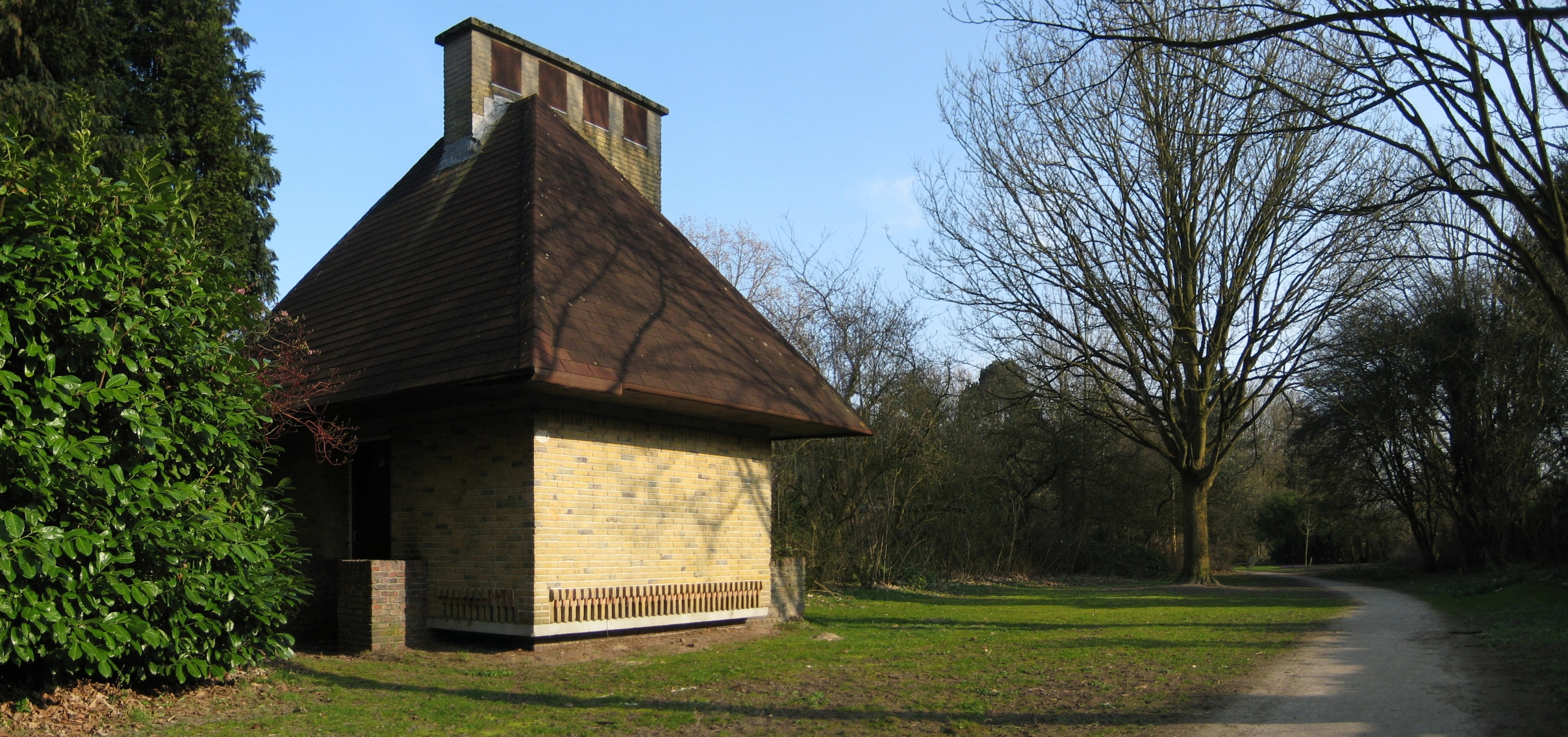
Transformatorhuisje in de stad Groningen, van 1993 tot en met 1999 in eigendom bij EDON.

Tijdlijn van de fusies en splitsingen van de verschillende provinciale, regionale en gemeentelijke energiebedrijven in Nederland, 1986–2014

De N.V. Energie-Distributiebedrijf Oost- en Noord-Nederland (EDON) was een energiebedrijf dat gas en elektriciteit leverde in Noord- en Oost-Nederland (de provincie Groningen en een deel van Overijssel en Drenthe).

## Voorlopers
In 1990 behaalde Energiebedrijf Groningen en Drenthe (EGD) een omzet van een miljard gulden en telde ruim 1400 medewerkers. Bij de IJsselmij werkten 1550 mensen en realiseerde een jaaromzet van 850 miljoen gulden. De productie van elektriciteit hadden beide bedrijven al ondergebracht bij Elektriciteits-Productiemaatschappij voor Oost- en Noord-Nederland (EPON), zoals de IJssel-, de Hunze- en de Eemscentrale.
In maart 1991 begonnen de twee al voorzichtig na te denken over een fusie. De gesprekken duurden lang omdat de aandeelhouders het niet eens konden worden over de aandelenverhoudingen na de fusie. De bedrijven hadden een vergelijkbare omzet, maar IJsselmij beschikte over een aanzienlijk eigen vermogen van zo'n 600 à 700 miljoen gulden, terwijl het EGD weinig of geen eigen vermogen had. Dat beide partijen evenveel zeggenschap in de combinatie zouden krijgen, was voor IJsselmij aanvankelijk niet acceptabel.

## Ontstaan
EDON ontstond in 1993 door een fusie van EGD en EDON. EDON was verantwoordelijk voor de distributie en levering van energie. Wel behield EDON een belang van 50% in EPON. Verder waren enige jaren daarvoor enkele gasbedrijven (Regionaal Energiebedrijf Salland en de GAZO) in de IJsselmij opgegaan. EGD had in 1992 50% van de NV FRIGEM in handen gekregen, het energiedistributiebedrijf van de Friese gemeenten.

## Groei door overnames
Op 14 januari 1999 verkreeg EDON de overige 50% van de aandelen FRIGEM, en op 21 januari kondigde EDON aan te willen fuseren met de PNEM/MEGA Groep. Ongeveer een maand later nam EDON de toenmalige VAM over van het ministerie van Landbouw, Natuurbeheer en Visserij. EDON en PNEM/MEGA hadden samen 15% van de Nederlandse afvalmarkt in handen en met de VAM steeg dit naar 23%. Alleen Afvalverwerking Rijnmond was toen nog groter met een marktaandeel van 29%.

## Fusie met PNEM/MEGA tot Essent
De fusie met PNEM/MEGA onder de werknaam PME-Groep (PNEM/MEGA/EDON-Groep) werd eind 1999 onder voorwaarden goedgekeurd door de Nederlandse Mededingingsautoriteit. 
EDON bezat vóór de fusie 50% van de aandelen in EPON. Om een te grote machtspositie te voorkomen, moest Essent in 2001 haar belang in EPON verkopen. Het werd overgenomen door het Belgische bedrijf Electrabel (thans onderdeel van de Engie-groep). In december 2002 kreeg EDON Groep B.V. door de NMa een boete van €22.500 opgelegd, omdat zij de onderneming had verkocht zonder voorafgaande toestemming van de NMa.
Met het tekenen van de fusie-overeenkomst op 3 december 1999 was Essent, zoals het nieuwe fusiebedrijf ging heten, een feit. Op basis van de respectievelijke aandelenkapitalen kreeg PNEM/MEGA in de nieuwe fusie-onderneming een aandeel van 64% (provincies 47%; gemeenten 17%) en EDON 36% (provincies 27%; gemeenten 9%). Essent telde zes provincies als aandeelhouder met gezamenlijk 74% van de aandelen en de resterende 26% was in handen van diverse gemeenten in dezelfde provincies.
Essent had in 1999 zo'n 2,3 miljoen klanten en 10.000 medewerkers. Het behaalde in 1999 een omzet van ƒ 8,5 miljard (€ 3,8 miljard) met producten en diensten op het gebied van energie, kabelcommunicatie en milieu.